# Zeche Vereinigte Reiger
Die Zeche Vereinigte Reiger in Witten-Hardenstein ist ein ehemaliges Steinkohlenbergwerk. Das Bergwerk war eine der ersten Zechen im Hardensteiner Tal. Es war auch unter den Namen Zeche Reiger, Zeche Reigger, Zeche Beiger, Zeche Keiger, Zeche Reyer, Zeche Reigel und Zeche Reiger-Stolln bekannt. Das Bergwerk befand sich auf dem Gegenflügel der Zeche Carthäuserloch.

## Geschichte

### Die Anfänge
Im Feld Reiger wurden bereits vor dem Betriebsbeginn des Bergwerks von den in der Nähe wohnenden Bauern für den Eigenbedarf Kohlen mittels Kohlengräberei gewonnen. Am 10. November des Jahres 1695 wurden zwei Längenfelder verliehen. Belehnt wurden die Gewerken Gerhard Mittelste Berghaus, Henrich Oberste Berghaus und Luther Henrich Stölting. Belehnt wurde eine Steinkohlenbank, die sich am Sunder Knap im Bereich des Hardensteins befand. Jeder der drei Gewerken wurden zu einem Drittel an dem Bergwerkseigentum beteiligt. Dadurch waren nun die Abbaurechte im Besitz der beiden Bauernfamilien. Kurz nach der Verleihung konsolidierten diese beiden Felder zur Zeche Vereinigte Reiger. Ab dem Jahr 1739 war die Zeche Vereinigte Reiger in Betrieb. Am 9. Juli desselben Jahres wurden dem konsolidierten Feld weitere Maaßen zugemessen. Hierbei handelte es sich um ein im Freien liegendes Feld, das an das Privatgelände der Familie Niederste Berghaus grenzte. Im Jahr 1754 wurde das Bergwerk in Fristen gelegt. Grund für die Fristung war der Absatzmangel des Bergwerks. Ab dem Jahr 1755 war das Bergwerk wieder in Betrieb. Ab dem Jahr 1758 wurde etwa 200 Meter südlich der Burgruine Hardenstein abgebaut. Im Jahr 1759 wurde das Bergwerk vermessen.

#### Erste Probleme
Im April des Jahres 1763 kam es auf dem Bergwerk zu einer Untersuchung durch das zuständige Bergamt. Grund für diese Untersuchung waren Ungereimtheiten bei der Abrechnung. Der für das Bergwerk zuständige Schichtmeister Siepmann hatte für den März eine geringere Förderung angegeben als auf dem Kerbholz angegeben worden war. Im Jahr 1770 wurde ein Vergleich zwischen der Gewerkschaft Reiger und der Gewerkschaft Wesselbank geschlossen. Da beide Bergwerke auf dem gleichen Flöz tätig waren, einigte man sich dahingehend, dass das betroffene Feld gemäß der Vermessung aus dem Jahr 1739 entsprechend aufgeteilt würde. Die Zeche Wesselbank behielt den Nordflügel und gab im Gegenzug vom Südflügel eine Maaße in östlicher Richtung an Reiger ab. Markscheide zwischen beiden Grubenfeldern sollte die Muldenlinie sein. Die Kosten für den Vergleich wurde auf die Gewerkschaften aufgeteilt. Am 26. Februar des Jahres 1771 waren als Gewerken Johann Röttger Mittelste Berghaus, Melchior Jürgen Mittelste Berghaus, Diedrich Henrich Rahmann, Diedrich Henrich Schmidt, Konrad Oberste Berghaus und dessen Sohn Friedrich Oberste Berghaus in die Unterlagen des Bergamtes eingetragen. Die Gewerken hatten eine unterschiedlich hohe Anzahl an Kuxen. Die Rezeßgelder waren bis zu diesem Zeitpunkt bezahlt worden.

### Die weiteren Jahre
Im Jahr 1775 wurde das Bergwerk in den Unterlagen genannt. Im Jahr 1783 war der Stollen bereits 400 Meter in östlicher Richtung aufgefahren. Ab dem Jahr 1784 war das Bergwerk wieder in Betrieb. Das Grubenfeld war zu diesem Zeitpunkt bereits bis zum 2. Schacht abgebaut.  Am 29. Juni desselben Jahres wurde das Bergwerk durch den Leiter des märkischen Bergreviers, den Freiherrn vom Stein, befahren. Zu diesem Zeitpunkt war der Unterschichtmeister Schöneberg als Hauer und als Aufsichtsperson auf dem Bergwerk tätig. Die Zeche Vereinigte Reiger war eines von 63 Bergwerken, welche vom Stein auf seiner Reise durch das märkische Bergrevier befuhr. Vom Stein machte in seinem Protokoll Angaben über den Zustand des Bergwerks. Insbesondere bemängelte er, dass der Unterschichtmeister Schöneberg auch mit im Gedinge arbeitete und gab den Gewerken den Auftrag, Schöneberg nur noch als Aufsichtsperson einzusetzen. Am 13. Januar des darauffolgenden Jahres befuhr Vom Stein das Bergwerk erneut und machte weitere Vorschläge, wie die Förderung im Stollen verbessert werden könnte. Im selben Jahr wurde zusammen mit der Zeche Weselbank der tonnlägige Schacht 3 abgeteuft. Der Schacht wurde zwischen den beiden Höfen von Niederste Berghaus und Mittelste Berghaus angesetzt. Über den Schacht wurden die abgebauten Kohlen gefördert. Als Fördergefäße dienten im Schacht 3 Fördertonnen. Über Tage wurden die Kohlen mittels Laufkarren bis zur Ruhr transportiert. Für diesen Transport gab es einen Schiebeweg aus Brettern, der am Hof Niederste Berghaus vorbeiführte und an der Kohlenniederlage endete. Von der Kohlenniederlage aus wurden die Kohlen mit Schiffen bis nach Duisburg-Ruhrort transportiert.
Ab dem Jahr 1788 wurden jährliche Lieferverträge mit dem Kaufmann Conrad Lohmann aus Ruhrort geschlossen. Diese Verträge beinhalteten die Sortierung der Kohlen an der Kohlenniederlage und den Transport über die Ruhr. Um das Jahr 1790 war die Nachfrage nach den Kohlen von Vereinigte Reiger stark gestiegen, sodass man mittlerweile täglich in zwei Schichten über den Schacht 3 Kohlen förderte. Am 6. Oktober des Jahres 1793 ordinierte ein Pastor 100 Bergleute der Zeche Reiger. Im Jahr 1794 liefen die Lieferverträge mit dem Kaufmann Lohmann aus. Im Jahr 1803 wurde von der Zeche Vereinigte Reiger begonnen, zusammen mit den Zechen Carthäuserloch, Vereinigte Reiger, Morgenstern ins Osten, Morgenstern ins Westen und Weselbank, den Vereinigungsstollen aufzufahren. Im Jahr 1805 wurde ein Teil der abgebauten Kohlen im Schacht Falke gefördert, der andere Teil wurde über den Vereinigungsstollen gefördert. Aufgrund des umständlichen Transportes über die Ruhr konnte die gestiegenen Nachfrage nach Kohlen oftmals nicht erfüllt werden und so kam es oftmals zu Lieferengpässen. Dies führte zur Verärgerung der Kunden. So beschwerte sich im Jahr 1804 der Kaufmann Franz Haniel darüber, dass ihm 1/4 der zugesagten Tonnage nicht geliefert worden war. Im Jahr 1810 war Schacht Falke in Betrieb. Im Jahr 1815 wurde eine Kohlenschleppbahn errichtet. Diese Schleppbahn hatte eine Länge von 80 Lachtern und reichte bis zum Kohlenmagazin an der Ruhr. Im Jahr 1819 wurde für die vier Bergwerke Carthäuserloch, Weselbank, Morgenstern ins Osten und Vereinigte Reiger ein gemeinsam genutztes Zechengebäude errichtet.

### Die letzten Jahre
Da das beim Abbau anfallende Grubenwasser abgeleitet wurde, fiel durch den Abbau auch der Grundwasserspiegel. Dies führte insbesondere bei verstärktem Abbau dazu, dass auf der Höhe bei Altenhöfen die Brunnen versiegten. Auf die Beschwerde eines Bauern wurde diesem im Jahr 1824 vom Bergamt eine Entschädigung zugestanden, die die Gewerken von Reiger zahlen mussten. Ab dem Jahr 1825 wurde auf der Zeche Vereinigte Reiger auch Koks produziert. Im Jahr 1830 wurde im Vereinigungsstollen abgebaut. Im Jahr 1832 wurde das Bergwerk stillgelegt. In dem Zeitraum von 1835 bis 1844 lag das Bergwerk in Fristen. Etwa um das Jahr 1840 konsolidierte die Zeche Vereinigte Reiger zur Zeche Carthäuserloch. Im November des Jahres 1844 wurde die Zeche Vereinigte Reiger wieder in Betrieb genommen. Es wurden im Vereinigungsstollen Nachrissarbeiten durchgeführt. Ab dem Jahr 1845 wurde unterhalb der Stollensohle der Tiefbau vorgerichtet. Im Jahr 1847 wurde unterhalb der Stollensohle ein Abhauen erstellt. Kurz danach wurde die Zeche Vereinigte Reiger erneut stillgelegt. In den Jahren 1884 und 1885 wurden die Längenfelder der Zeche Reiger wieder unter dem Namen Gut Glück neu verliehen. Beide Felder waren ins Bergfreie gefallen und waren somit frei für eine erneute Verleihung.

## Förderung und Belegschaft
Die ersten Belegschaftszahlen stammen aus dem Jahr 1755, es waren fünf Bergleute auf dem Bergwerk angelegt. Die ersten Förderzahlen stammen aus dem Jahr 1796, es wurde eine Förderung von 50.022 Ringel Steinkohle erbracht. Im Jahr 1816 wurde eine Förderung von 41.658 Ringel Steinkohle erbracht. Im Jahr 1830 wurde eine Förderung von 1916 Tonnen Steinkohle erbracht. Im Jahr 1832 wurden 3652 Tonnen Steinkohle gefördert. Im Jahr 1834 wurden 8584 Scheffel Steinkohle gefördert. Im Jahr 1845 wurde eine Förderung von 11.303 Scheffel Steinkohle erbracht, die Beschäftigtenzahl schwankte zwischen einem und sieben Bergleuten. Die letzten bekannten Förder- und Belegschaftszahlen des Bergwerks stammen aus dem Jahr 1847, es wurde mit zwei bis dreizehn Bergleuten eine Förderung von 50.701 Scheffel Steinkohle erbracht.

## Heutiger Zustand
Von dem ehemaligen Bergwerk ist heute noch das Stollenmundloch erhalten. Der ehemalige Stollen ist heute Teil des Bergbauwanderweges Muttental.